# Dryopteris ludoviciana
Dryopteris ludoviciana är en träjonväxtart som först beskrevs av Kze., och fick sitt nu gällande namn av Small. Dryopteris ludoviciana ingår i släktet Dryopteris och familjen Dryopteridaceae. Inga underarter finns listade.

## Bildgalleri

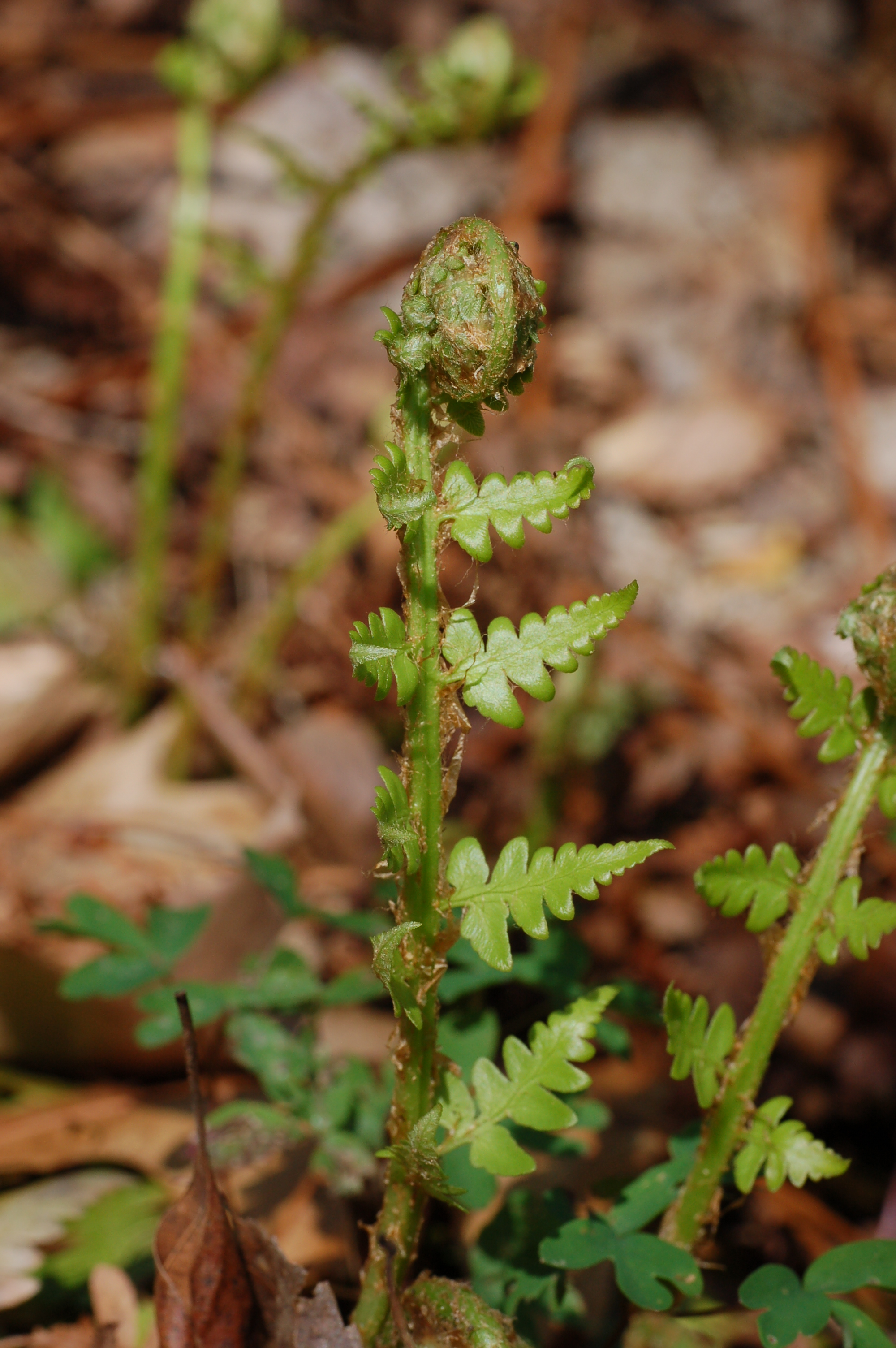
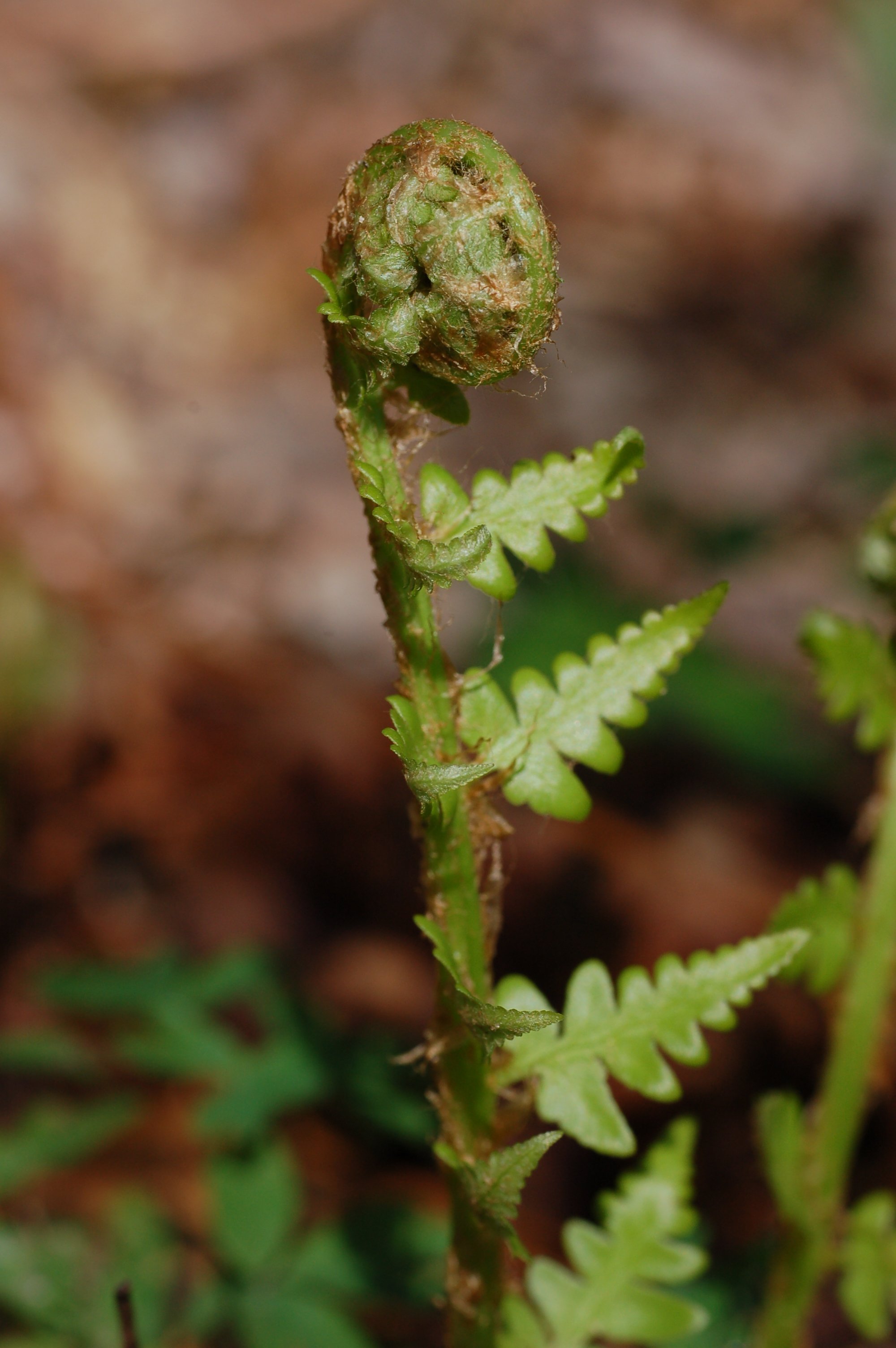